# 绿翅金鸠
翠翼鳩（学名：[Chalcophaps indica] 错误：{{Lang}}：文本有斜体标记（帮助））为鸠鸽科翠翼鳩屬的鸟类，又名綠翅金鳩，俗名绿背金鸠。分布于自印度、斯里兰卡，经孟加拉、缅甸、中南半岛，东达先島群島、臺灣、菲律宾群岛，向南经马来半岛、印度尼西亚、伊里安岛以至澳大利亚以及中国的珠江以南地區，一般栖息于山地及山沟等处。该物种的模式产地在印度尼西亚安波那。
种名indica意为印度的。

## 描述
翠翼鳩在鳩鴿科中，屬於中型大小，體型略矮胖。體長23至27 cm（9.1至10.6英寸）。背部和翅膀是鮮綠色的，飛行羽和尾巴則是黑色的，飛行時下背部會露出寬闊的黑白條。 頭部和腹部為略帶酒紅的棕色，下腹部為淡灰色。眼睛黑褐色，嘴喙鮮紅色，腿和腳則是紅褐色。雄鳥在肩部邊緣有一個白色的斑點，頭頂則為灰色，雌鳥沒有這兩樣特徵。雌鳥的體色較偏棕褐色，肩上帶有灰色斑塊。亞成鳥外型類似雌鳥，但其身體和翅膀則有褐色貝狀花紋。

## 分佈與棲地
翠翼鳩是熱帶森林和潮濕林地、農場以及紅樹林中的常見物種。 通常築巢於低於五米的樹木上，以小樹枝為築巢材料。每巢通常產下兩個奶油色的蛋。

## 亚种
绿翅金鸠包括以下亚种：
- Chalcophaps indica augusta Bonaparte, 1855
- 绿翅金鸠指名亚种（学名：[Chalcophaps indica indica] 错误：{{Lang}}：文本有斜体标记（帮助））。分布于克什米尔、印度、尼泊尔、不丹、孟加拉、缅甸、中南半岛、马来半岛、印度尼西亚、菲律宾群岛以及中国大陆的中国极南部等地。该物种的模式产地在印度尼西亚。[6]
- Chalcophaps indica longirostris Gould, 1848
- Chalcophaps indica maxima Hartert, 1931
- Chalcophaps indica minima Hartert, 1931
- Chalcophaps indica natalis Lister, 1889
- Chalcophaps indica robinsoni E. C. S. Baker, 1928
- Chalcophaps indica rogersi Mathews, 1912
- Chalcophaps indica sandwichensis E. P. Ramsay, 1878
- Chalcophaps indica timorensis Bonaparte, 1856